# Buda Lelczyckaja
Buda Lelczyckaja (biał. Буда Лельчыцкая; ros. Буда Лельчицкая, Buda Lelczickaja; hist. pol. Buda Dubojwierst) – wieś na Białorusi, w obwodzie homelskim, w rejonie lelczyckim, w sielsowiecie Lelczyce.

## Historia
W XIX i w początkach XX w. położona była w Rosji, w guberni mińskiej, w powiecie mozyrskim.
Po I wojnie światowej pod administracją polską, w Zarządzie Cywilnym Ziem Wschodnich, w okręgu brzeskim, w powiecie mozyrskim.
W wyniku postanowień traktatu ryskiego znalazła się w granicach Związku Sowieckiego. Od 1991 w niepodległej Białorusi.